# 波兰-立陶宛-条顿战争
波兰-立陶宛-条顿战争（波兰语：Wielka wojna z zakonem krzyżackim），是条顿骑士团與波兰王国-立陶宛大公国联军之间爆发的一场战争，从1409年持续至1411年。此次战争的导火索是萨莫吉希亚起义，随后条顿骑士团于1409年8月入侵波兰，战争正式开始。因为战争双方都没有做好全面战争的准备，在罗马人民的国王文策尔一世的斡旋下，双方达成为期九个月的休战协定。1410年6月休战结束后，骑士团在格伦瓦德之战中大败，而这场战役也是中世纪欧洲最大规模的战役之一。条顿骑士团领导层中大多数战死沙场或被俘。尽管战败，条顿骑士团经受住了波立联军对其首都马林堡的围攻，在索恩和约中也只是割让了极少的一部分土地。双方的领土争议仍然存在，直到1422年双方签订梅尔诺和约为止。但是，骑士团未能回到其鼎盛时期的状态，而战争赔款所带来的经济重负也导致骑士团国的内部矛盾和经济萧条。这场战争改变了东欧的权力平衡，并标志着波兰立陶宛聯邦作为该地区主导力量的兴起。

## 历史背景

波兰和立陶宛（1386年—1434年）

1230年．十字军军事修士会条顿骑士团到达库尔姆兰，并在马佐夫舍公爵康拉德一世的要求下，发起针对异教徒古普鲁士人的普鲁士十字军。在教皇和神圣罗马皇帝的支持下，条顿骑士团到1280年代已征服普鲁士人，并令他们皈依天主教，随后便将其注意力转移到异教国立陶宛大公国。随后的约100年间，骑士团不断侵袭立陶宛领土，尤其是萨莫吉希亚，因为其将骑士团在普鲁士的本部和在利沃尼亚的分支割裂开来。边界地区变得荒无人烟，但骑士团的收获甚微。立陶宛内战期间，立陶宛人在杜比萨战役中首次放弃萨莫吉希亚。立陶宛人此举是将萨莫吉希亚作为政治筹码，以让骑士团支持国内权力斗争中的一方。
1385年，立陶宛大公约盖拉在克雷沃联合中提议迎娶在位波兰女王雅德维加。约盖拉皈依基督教，并加冕为波兰国王，因此形成波兰王国和立陶宛大公国的君合关系。立陶宛正式皈依基督教一事使骑士团失去了在此地活动的宗教理由。但是，作为回应，骑士团公开质疑约盖拉皈依天主教的真诚性，并将其控告提交给教廷。针对萨莫吉希亚的领土争议仍在继续，自1404年的拉恰日和约起这片土地一直处在条顿骑士团手中。波兰也宣称对骑士团所控制的多布林地区和但泽拥有主权，但自1343年的卡利什条约起上述两地一直处于和平状态。此次冲突的爆发也有其商业因素：骑士团控制了波兰立陶宛三条主要河流（尼曼河、维斯瓦河和道加瓦河）的下游地区。

## 战争经过

### 起义、战争和休战

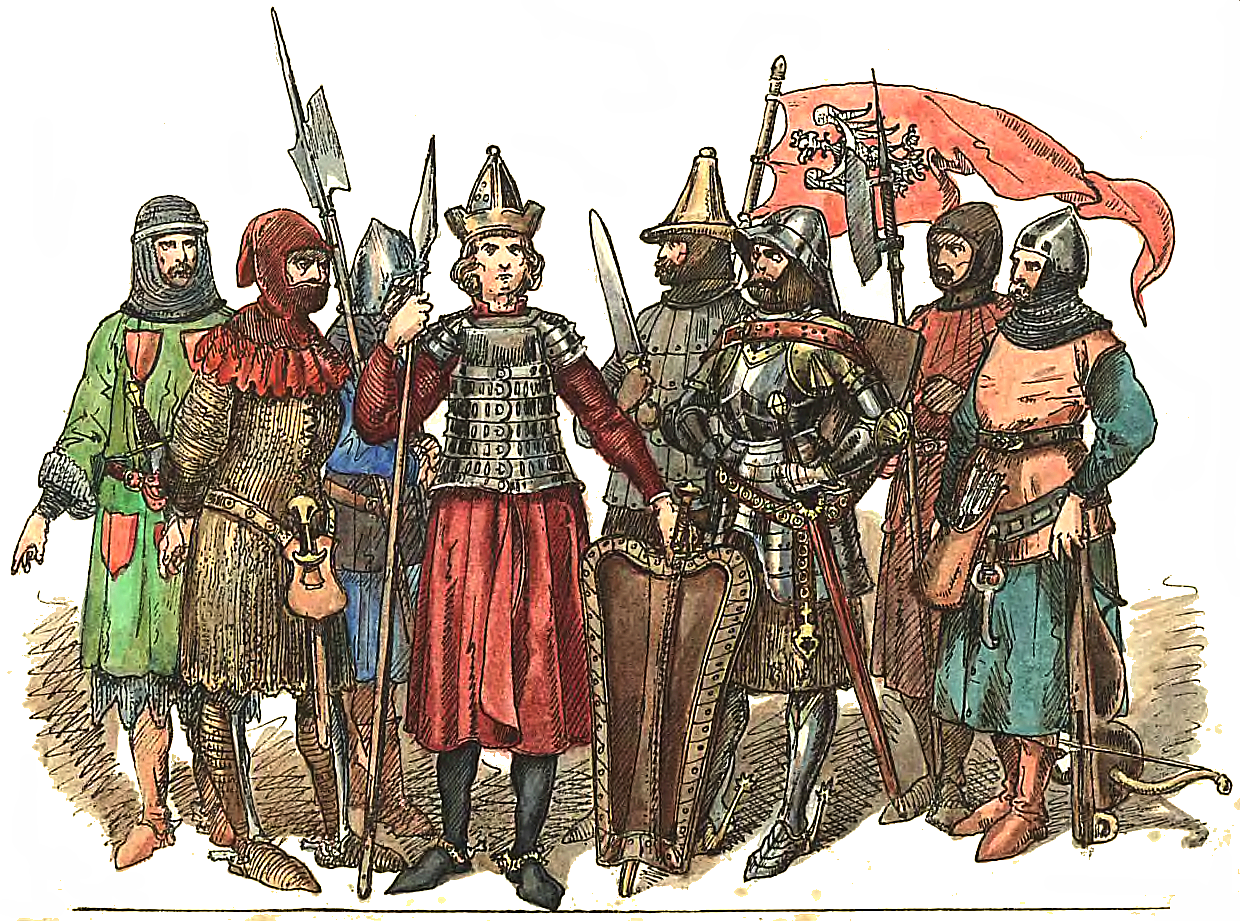
15世纪的波兰军队

1409年5月，条顿骑士团控制的萨莫吉希亚爆发起义。立陶宛支持起义，而骑士团以入侵立陶宛作为威胁。波兰宣称支持立陶宛，并反过来威胁入侵普鲁士。普鲁士军队撤离萨莫吉希亚之时，条顿骑士团大团长乌尔里希·冯·容金根在1409年8月6日向波兰王国和立陶宛大公国宣战。骑士团希望将波兰和立陶宛各个击破，以对大波兰和库亚维亚的入侵作为计划的开始，出其不意俘虏波兰人。骑士团焚毁位于多布林（现维斯瓦河畔多布林）的城堡，在14天的围城战后攻下博布罗夫尼基，征服比得哥什 ，并接连劫掠数个城镇。波兰人组织反击并重夺比得哥什。萨莫吉希亚人攻打梅梅尔（克莱佩达）。但是，双方都没有做好进行全面战争的准备。
文策尔一世同意调停此次冲突。1409年10月8日双方达成休战；此次休战计划在1410年6月24日结束。双方利用这段时间准备作战，在军事上收集兵马，在外交上纵横捭阖。双方都发送信件派遣使节，指责对方做了各种勾当并对基督教世界造成威胁。瓦茨瓦夫四世从骑士团那里收受60000弗罗林的礼金，宣称萨莫吉希亚应当归骑士团所有，而应当归还给波兰的只有多布林地区。骑士团也赠予匈牙利国王西吉斯蒙德，以寻求其军事援助，而西吉斯蒙德也意图征服摩尔多瓦公国。西吉斯蒙德意图给予维陶塔斯王位，以打破波兰立陶宛联盟；如维陶塔斯接受王位，他将违反奥斯特鲁夫协议，并造成波兰立陶宛之间的不和。同时维陶塔斯成功与利沃尼亚骑士团达成休战。

### 战略——向普鲁士进军

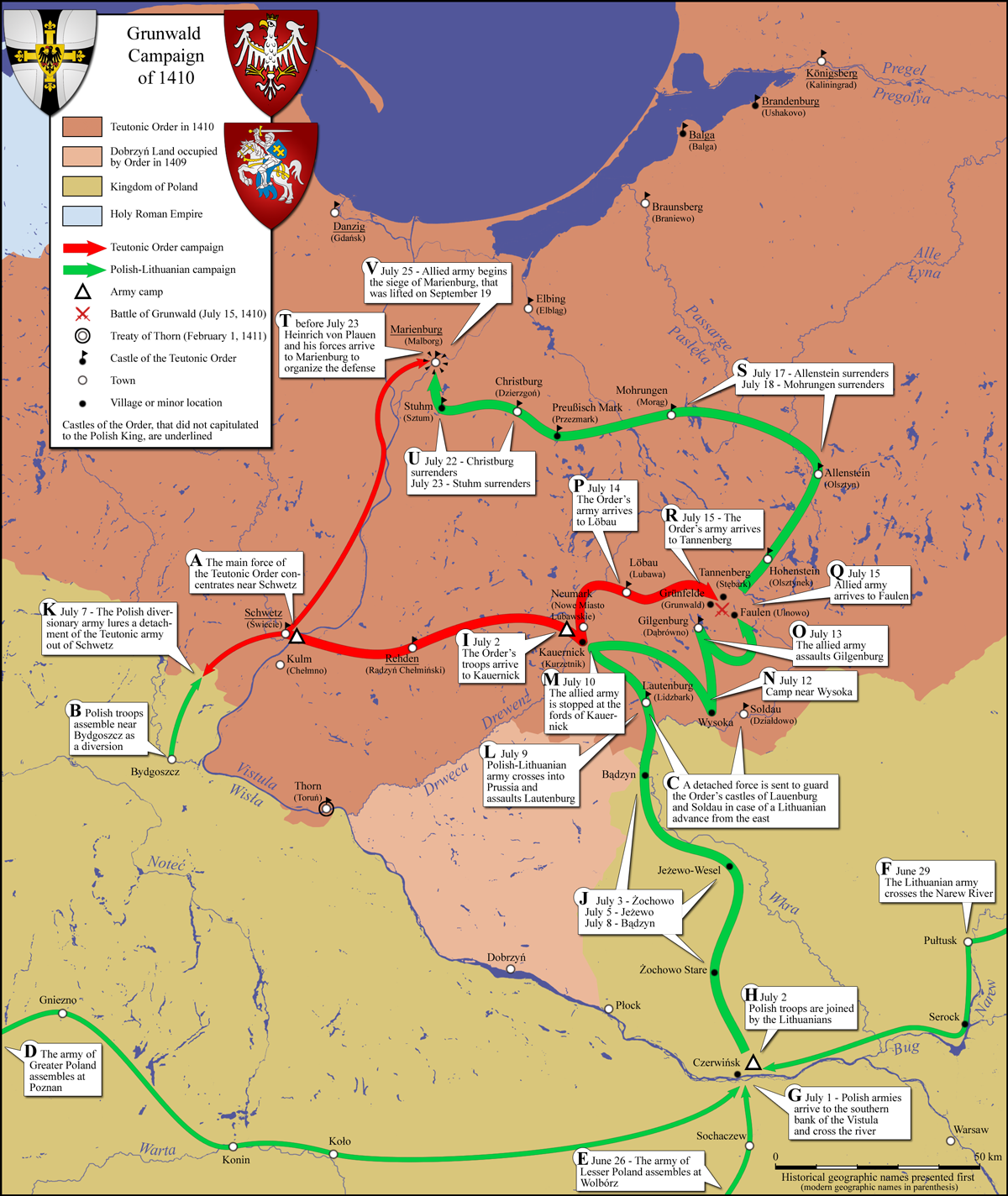
格伦瓦德战役中军队行军地图

到1409年12月时，约盖拉和维陶塔斯在如下的共同战略上达成一致：两国军队会合形成单个大军势，一齐向条顿骑士团首都马林堡进军。处在守势的条顿骑士团没有预料到两国会合并军势发起进攻，他们在为波兰和立陶宛的分别入侵做准备，前者会沿着维斯瓦河向但泽（格但斯克）进军，而后者会沿着尼曼河向拉格尼特 （尼曼）进军。乌尔里希·冯·容金根为了对他所察觉到的威胁做出反击，集中兵力于施维茨（什维采），此地处在正中，不论敌军从什么方向发起进攻，驻扎在这里的骑士团都能较快地回击。 为隐藏其计划，并迷惑骑士团，约盖拉和维陶塔斯在边界地区发动几次突袭，使骑士团的军士不得歇停。
格伦瓦德战役的第一阶段是将波兰立陶宛联军都部署在距普鲁士边界约80公里的汇合点，切尔温斯克，随后联军将经由浮桥渡过维斯瓦河。这一步需要这个由诸多民族组成的联军军令准确，步调高度一致，而这一阶段从1410年6月24日开始，同月30日结束，花费不到一周。联军渡河后，马佐夫舍公爵谢莫韦特一世和华沙公爵亚努什一世麾下的马佐夫舍军队加入联军。大军在7月3日开始向北进军马林堡。7月9日，联军穿过普鲁士边界。乌尔里希·冯·容金根一了解波兰立陶宛联军的意图，便在施维茨留下3000人，交由海因里希·冯·普劳恩指挥，使大军沿德莱温兹河（德尔文察河）部署防线。7月11日，约盖拉决定不在这个受到重重防卫的地方强渡德莱温兹河，而是向东行进到其源头，绕过这条河，而这里也没有其他河流将他的军队和马林堡相阻隔。条顿骑士团顺德莱温兹河向北行进，在勒鲍（卢巴瓦）渡河，随后想东进军，与波兰立陶宛军进军线路平行。联军劫掠吉尔根堡村（丹布鲁夫诺）。乌尔里希·冯·容金根被联军的暴行惹怒，他发誓在战役中击败入侵者。

### 格伦瓦德之战

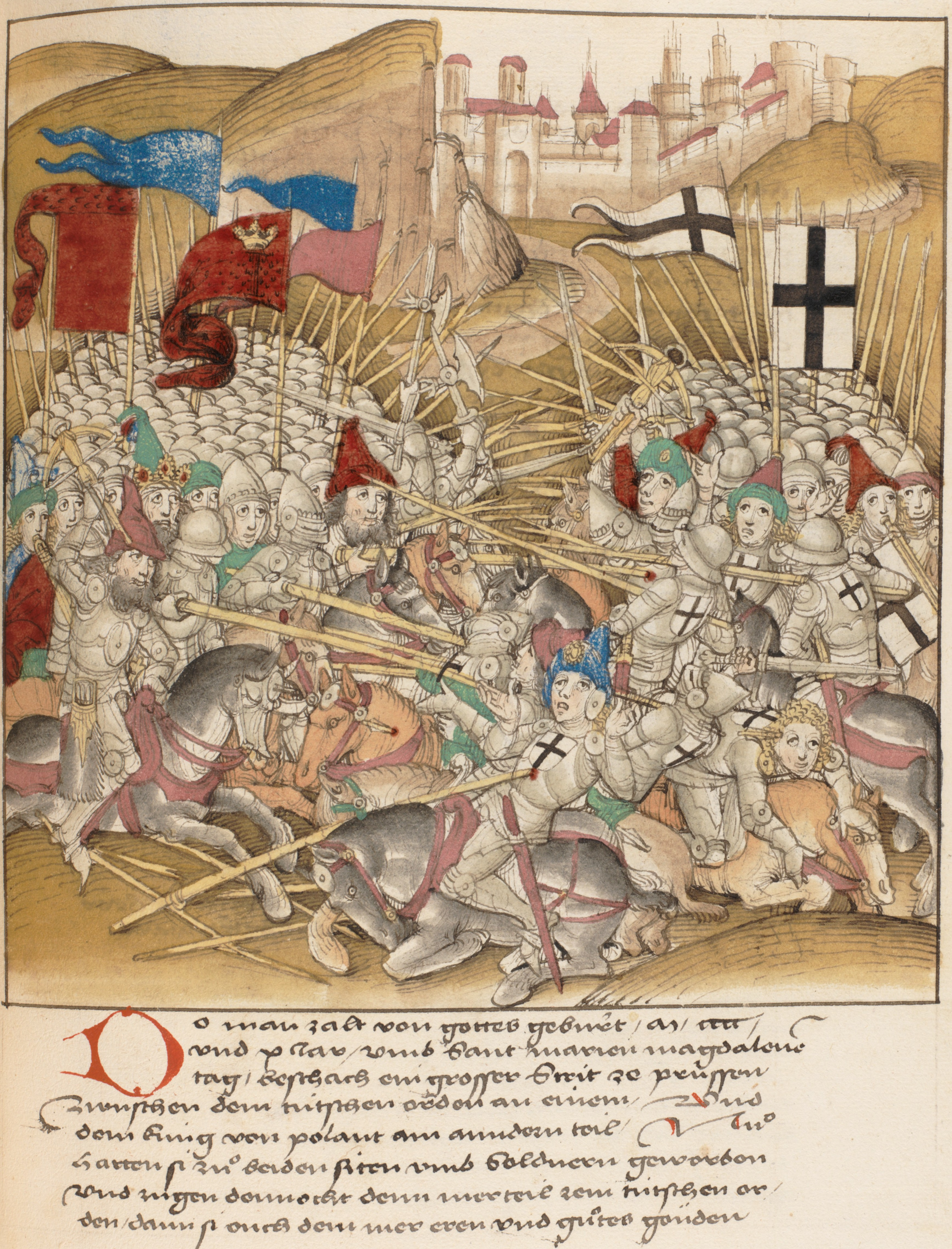
迪博尔德·施灵的伯纳编年史中描绘这次战役的插画

1410年7月15日，格伦瓦德之战爆发，战场在格伦瓦德、坦能堡（斯滕巴尔克）和路德维格斯多尔夫（沃德韦戈沃）村中间的地带。现代史学界估计参战的波兰立陶宛联军人数在16,500人至39,000人之间，而条顿骑士团人数在11,000人至27,000人之间。波兰立陶宛联军的军士分别属于不同民族，不同宗教：信奉罗马天主教的波兰人和立陶宛人与信奉萨莫吉希亚人、信奉东正教的鲁塞尼亚人和穆斯林鞑靼人并肩作战。而参战的条顿军队由以日耳曼人为主的22个不同民族构成。
骑士团希望挑衅波兰人和立陶宛人使他们率先发起进攻，将两把剑送给约盖拉和维陶塔斯以“帮助他们作战”，这两把剑被称为格伦瓦德之剑。立陶宛人率先进攻，但在超过1个小时的激战后，立陶宛轻骑兵全面撤退。撤退的原因——这次撤退是败退还是计策——仍然是学术辩论的话题。波军和骑士团开始激战，这场激战甚至蔓延到约盖拉的大本营。骑士团的一位部将骑士直接向国王约盖拉发起冲锋，但被王室秘书兹比格涅夫·奥莱希尼茨基挡下。波军逐步取得优势的同时，立陶宛人也回到了战场。条顿骑士团大团长乌尔里希·冯·容金根在试图突破立陶宛战线时被杀。条顿骑士团群龙无首，又遭到包围，开始撤向他们的本营，希望组成防御性的战车阵。 但是，防御瞬间遭到突破，本营被毁，根据一位目击者所说，在那里被杀的骑士比战死沙场的多。
条顿骑士团在战役中一败涂地。大约8,000名条顿士兵战死， 还有14,000名士兵被俘。骑士团的大多数成员都战死沙场，其中包括骑士团领导层大部。成功逃离战场的骑士团最高级人士是埃尔宾（埃尔布隆格）统帅沃纳·冯·泰廷格。被俘的大多数平民和雇佣兵在战后不久被释放，条件是他们得在1410年11月11日向克拉科夫报告。 贵族仍然被俘，每个人都被要求交出高价赎金。

### 围攻马林堡

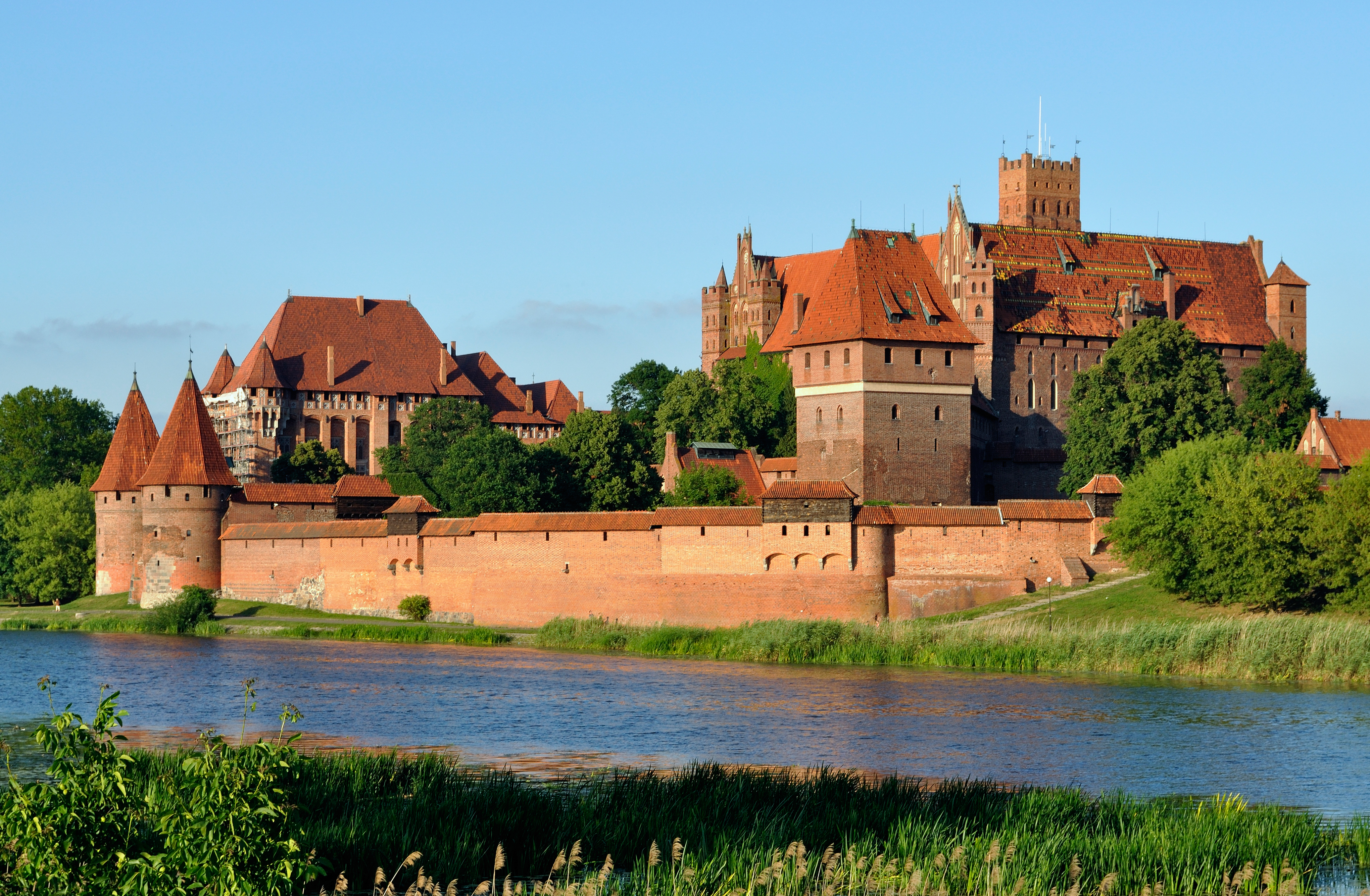
条顿骑士团首都马林堡

战役后，波兰立陶宛联军留在战场达3天，随后每天只行军15公里，拖延了攻打条顿首都马林堡的时间。主力军队直到7月26日才到达被重重防守的马林堡。波兰立陶宛方面的拖沓使海因里希·冯·普劳恩有足够时间布防。约盖拉也派其部下攻打其他条顿要塞，这些要塞通常不战而降， 包括但泽、索恩和埃尔宾等主要城市。只有8座城堡仍在条顿骑士团手中。围攻马林堡的联军期待条顿骑士团很快投降，没有做长期作战的准备，受到补给缺乏、士气低下、痢疾蔓延这类问题的困扰。 骑士团向他们的盟友寻求帮助，西吉斯蒙德、文策尔一世和利沃尼亚骑士团保证提供资金援助和军事增援。9月19日，联军停止围攻马林堡。波兰立陶宛联军将那些被俘或投降并归乡的卫兵留在要塞。但是，骑士团很快收复大多数城堡。到10月末，只有4座位于边境附近的条顿城堡还由波兰控制。约盖拉召集兵马组成一支新军队，在1410年10月10日的科罗诺沃战役中再次击败骑士团。在另外几次短暂的交战后，双方同意谈判。

## 和约与影响

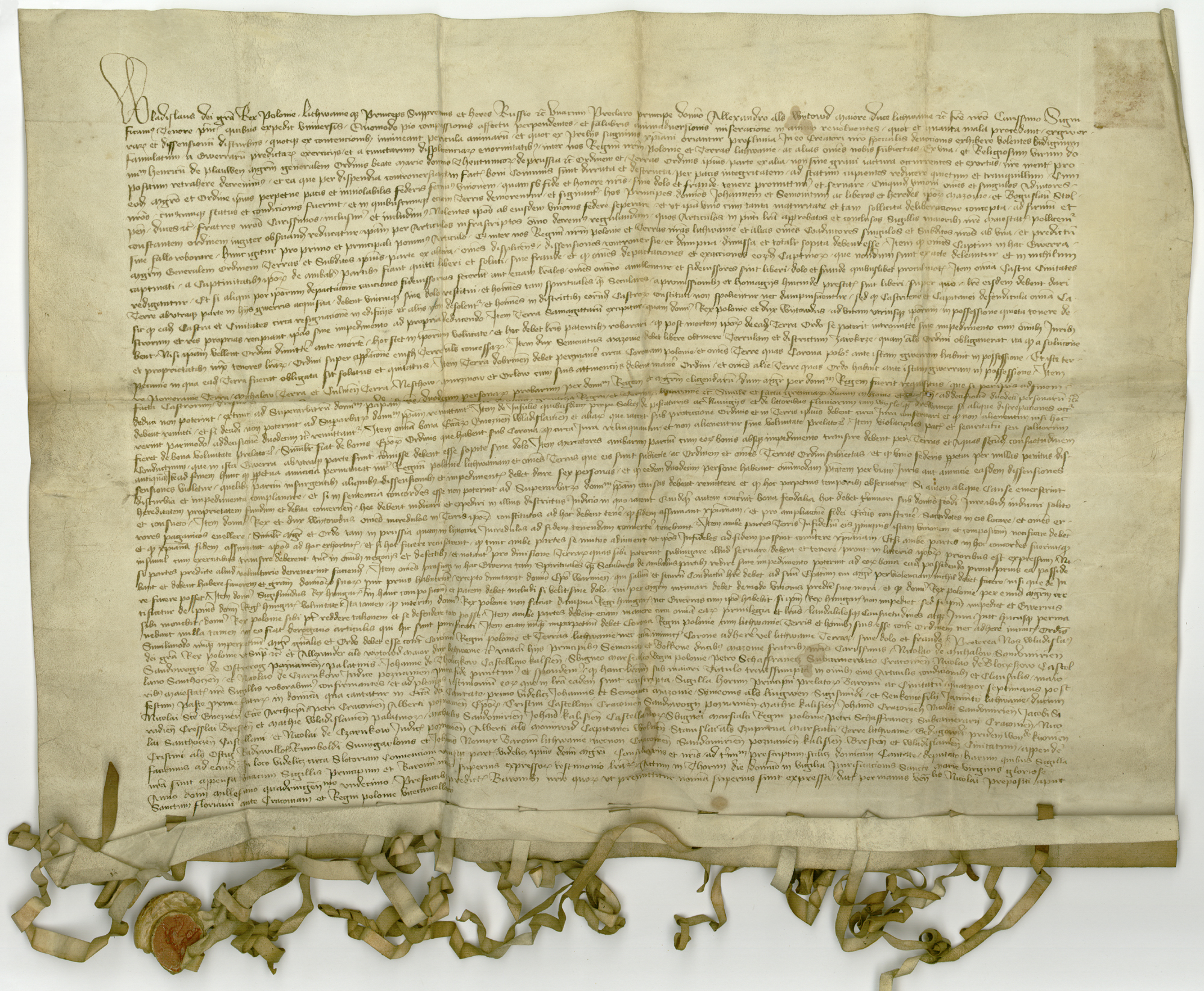
索恩和约

1411年2月，双方签订索恩和约。根据和约，骑士团将多布林地区割让给波兰，同意在约盖拉和维陶塔斯在世时放弃对萨莫吉希亚的领土要求，尽管在梅尔诺条约永久性解决领土争议之前，双方还会爆发另外两场战争——1414年饥饿战争和戈鲁布战争。 波兰人和立陶宛人不能将军事上的胜利转化为领地或外交上的获益。但是，索恩和约给骑士团带来很大的财政重负，骑士团从此一蹶不振。他们需要用银币分四期交付赔款，而这笔赔款估计为英格兰国王年收入的十倍。为支付赔款，骑士团大笔借入外债，从教堂没收金银，并增加税负。普鲁士两座主要城市但泽和索恩发生暴动，以反抗赋税的增加。格伦瓦德之战的惨败使条顿骑士团没有多少军队保卫自己剩余的领土。既然波兰和立陶宛都已成为基督教国家，骑士团很难招募志愿加入十字军的新兵了。此后骑士团大团长需要依赖雇佣兵，这大大消耗了骑士团本已吃紧的预算。内部冲突、经济萧条和赋税的增加使骑士团国内部动荡不安，而反抗骑士团统治的普鲁士邦聯也在这种背景下成立。这又相应地导致一系列冲突，这些冲突矛盾在十三年战争中达到顶点。